# Czynnik wewnętrzny
Czynnik wewnętrzny, czynnik Castle'a, IF (ang. intrinsic factor) – glikoproteina wytwarzana głównie przez komórki okładzinowe śluzówki żołądka. Łącząc się z witaminą B12, ułatwia jej wchłanianie.
Brak lub niedobór czynnika wewnętrznego skutkuje zaburzeniem wchłaniania, a co za tym idzie niedoborem witaminy B12, której rezultatem może być m.in. niedokrwistość megaloblastyczna. 
Niedobór czynnika wewnętrznego może być wynikiem:
- reakcji autoimmunologicznej skierowanej przeciw komórkom okładzinowym (w chorobie Addisona-Biermera) lub czynnikowi wewnętrznemu[2]
- gastrektomii
- stosowania leków z grupy antagonistów receptora H2 (leki przeciwhistaminowe)